# George Woodbridge
Pour les articles homonymes, voir Woodbridge.
George (Arthur) Woodbridge, né le 16 février 1907 à Exeter (Devon) et mort le 31 mars 1973 à Londres, est un acteur anglais.

## Biographie
George Woodbridge débute au théâtre et joue souvent à Londres, notamment dans des pièces de William Shakespeare, dont Richard II (1934-1935, avec Maurice Evans et Abraham Sofaer), Comme il vous plaira (1937, avec Michael Redgrave et Edith Evans), et Macbeth (1942, avec John Gielgud et Frank Thornton).
Toujours sur les scènes londoniennes, mentionnons également Désir sous les ormes d'Eugene O'Neill (1940, avec Beatrix Lehmann), Amour pour amour de William Congreve (1943, avec Leslie Banks et John Gielgud), ainsi que Nos chefs de William Somerset Maugham (1946, avec Cathleen Nesbitt).
Au cinéma, il contribue à quatre-vingt-six films britanniques (parfois en coproduction), le premier sorti en 1941. Suivent entre autres Jusqu'à ce que mort s'ensuive (1948, avec Valerie Hobson et Stewart Granger) et Maria Chapdelaine (1950, avec Michèle Morgan et Kieron Moore), tous deux réalisés par Marc Allégret, ou encore Richard III de Laurence Olivier (1955, avec le réalisateur et Cedric Hardwicke).
À partir de la fin des années 1950, il apparaît aussi dans plusieurs films d'horreur de la Hammer, dont La Revanche de Frankenstein (1958, avec Peter Cushing et Francis Matthews) La Malédiction des pharaons (1959, avec Peter Cushing et Christopher Lee) et Dracula, prince des ténèbres (1966, avec Christopher Lee et Barbara Shelley), trois réalisations de Terence Fisher.
Son dernier film est Doomwatch de Peter Sasdy (avec Ian Bannen et Judy Geeson), sorti en 1972. Il meurt l'année suivante (1973) à 66 ans, d'une insuffisance rénale.
Enfin, pour la télévision (britannique essentiellement), George Woodbridge collabore à soixante-dix séries entre 1951 et 1974 (diffusion après sa mort), dont La Dynastie des Forsyte (six épisodes, 1967), L'Autobus à impériale (un épisode, 1970) et Amicalement vôtre (un épisode, 1971).
S'ajoutent vingt-cinq téléfilms, les premiers d'origine théâtrale (diffusés à la télévision naissante dès 1937), le dernier en 1973. Parmi eux, citons David Copperfield (en) de Delbert Mann (coproduction américano-britannique, 1969, avec Edith Evans et Ralph Richardson).

## Théâtre (sélection)
(pièces jouées à Londres)
- 1934-1935 : Henry IV, deuxième partie (Henry IV, Part II), Richard II, La Mégère apprivoisée (The Taming of the Shrew), Antoine et Cléopâtre (Antony and Cleopatra), Hamlet et Beaucoup de bruit pour rien (Much Ado About Nothing) de William Shakespeare (saison à l'Old Vic)
- 1934-1935 : La Commandante Barbara (Major Barbara) et Sainte Jeanne (Saint Joan) de George Bernard Shaw, Hyppolyte (Hippolytus) d'Euripide et Les Bergers (The Two Shepherds) de Gregorio Martínez Sierra (saison à l'Old Vic)
- 1935-1936 : Le Roi Lear (King Lear), Jules César (Julius Caesar), Richard III et Le Conte d'hiver (The Winter's Tale) de William Shakespeare (saison à l'Old Vic)
- 1935-1936 : Les Trois Sœurs (The Three Sisters) d'Anton Tchekhov (adaptation de Constance Garnett) et St Helena de R. C. Sherriff et Jeanne de Casalis (saison à l'Old Vic)
- 1936-1937 : Comme il vous plaira (As You Like It) et Richard III de William Shakespeare (saison à l'Old Vic)
- 1937-1938 : The Last Train South de R. C. Hutchinson
- 1938-1939 : Marco Millions d'Eugene O'Neill et Le Dilemme du docteur (Doctor's Dilemma) de George Bernard Shaw (saison au théâtre de Westminster (en))
- 1940 : Désir sous les ormes (Desire Under the Elms) d'Eugene O'Neill
- 1942 : Macbeth de William Shakespeare, mise en scène de John Gielgud
- 1943 : Amour pour amour (Love for Love) de William Congreve
- 1944-1945 : Hamlet et Le Songe d'une nuit d'été (A Midsummer Night's Dream) de William Shakespeare
- 1946 : Nos chefs (Our Betters) de William Somerset Maugham, décors de Cecil Beaton

## Filmographie partielle

### Cinéma
- 1942 : The Big Blockade de Charles Frend : un collaborateur
- 1946 : L'Étrange Aventurière (I See a Dark Stranger) de Frank Launder : Walter
- 1946 : La Couleur qui tue (Green for Danger) de Sidney Gilliat : le sergent Hendricks
- 1947 : Le Port de la tentation (Temptation Harbor) de Lance Comfort : Frost
- 1947 : L'Homme d'octobre (The October Man) de Roy Ward Baker : Grey
- 1948 : Jusqu'à ce que mort s'ensuive (Blanche Fury) de Marc Allégret : Aimes
- 1948 : L'Évadé de Dartmoor (Escape) de Joseph L. Mankiewicz : le fermier Browning
- 1948 : Les Chaussons rouges (The Red Shoes) de Michael Powell et Emeric Pressburger : le concierge de Covent Garden
- 1949 : L'Homme à la cicatrice (Silent Dust) de Lance Comfort : le contremaître
- 1949 : Première Désillusion (The Fallen Idol) de Carol Reed : le sergent de police
- 1949 : La Reine des cartes (The Queen of Spades) de Thorold Dickinson : Vassili
- 1949 : Children of Chance de Luigi Zampa
- 1950 : La Rose noire (The Black Rose) d'Henry Hathaway : un gardien
- 1950 : Double Confession (titre original) de Ken Annakin : le sergent Sawnton
- 1950 : Maria Chapdelaine de Marc Allégret : Samuel Chapdelaine
- 1951 : Meurtre dans la cathédrale (Murder in the Cathedral) de George Hoellering : le deuxième tentateur
- 1953 : Gilbert et Sullivan (The Story of Gilbert and Sullivan) de Sidney Gilliat : un journaliste
- 1954 : Un inspecteur vous demande (An Inspector Calls) de Guy Hamilton : Stanley
- 1954 : Third Party Risk de Daniel Birt
- 1955 : Passage Home de Roy Ward Baker : Yorkie
- 1955 : Richard III de Laurence Olivier : le Lord-maire de Londres
- 1955 : An Alligator Named Daisy de J. Lee Thompson : le policier Jorkins
- 1956 : La Page arrachée (Lost) de Guy Green : un chauffeur de taxi
- 1956 : Trois Hommes dans un bateau (Three Men in a Boat) de Ken Annakin : un policier
- 1956 : Eyewitness de Muriel Box
- 1957 : Un roi à New York (A King in New York) de Charlie Chaplin : un membre de la Commission à l'Énergie Atomique
- 1957 : L'Étranger amoureux (The Passionate Stranger) de Muriel Box : le premier aubergiste
- 1957 : Pilotes de haut-vol (High Flight) de John Gilling : le fermier
- 1958 : Le Cauchemar de Dracula (Dracula) de Terence Fisher : l'aubergiste
- 1958 : Sous la terreur (A Tale of Two Cities) de Ralph Thomas : l'aubergiste à Douvres
- 1958 : Robin des Bois don Juan (Son of Robin Hood) de George Sherman : Petit Jean
- 1958 : La Revanche de Frankenstein (The Revenge of Frankenstein) de Terence Fisher : le concierge
- 1959 : Jack l'Éventreur (Jack the Ripper) de Robert S. Baker et Monty Berman : Blake
- 1959 : L'Île des réprouvés (The Siege of Pinchgut) d'Harry Watt : le rédacteur en chef
- 1959 : La Malédiction des pharaons (The Mummy) de Terence Fisher : le policier Blake
- 1959 : Le Paradis des monte-en-l'air (Two Way Stretch) de Robert Day : le chef P. O. Jenkins
- 1960 : L'Impasse aux violences (The Flesh and the Fiends) de John Gilling : Dr Ferguson
- 1961 : La Nuit du loup-garou (The Curse of the Werewolf) de Terence Fisher : Dominique
- 1962 : On n'y joue qu'à deux (Only Two Can Play) de Sidney Gilliat : un fermier
- 1962 : The Piper's Tune de Muriel Box
- 1963 : Les Révoltés du Vénus (Carry On Jack) de Gerald Thomas : Ned
- 1966 : La Femme reptile (The Reptile) de John Gilling : le vieux Garnsey
- 1966 : Dracula, prince des ténèbres (Dracula: Prince of Darkness) de Terence Fisher : l'aubergiste
- 1969 : Where's Jack? de James Clavell : le bourreau
- 1972 : Doomwatch de Peter Sasdy : le capitaine du ferry

### Télévision

#### Séries
- 1967 : La Dynastie des Forsyte (The Forsyte Saga), saison unique (réalisation de David Giles), épisode 1 Une fête de famille (A Family Festival), épisode 3 La Poursuite du bonheur (The Pursuit of Happiness), épisode 4 Un dîner de famille (Dinner at Swithin's), épisode 5 Le Propriétaire (A Man of Property), épisode 7 Dans le malheur (Into the Dark) et épisode 8 Un Forsyte retrouve le bonheur (Indian Summer of a Forsyte) : Swithin Forsyte
- 1970 : L'Autobus à impériale (Here Come the Double Deckers), saison unique, épisode 6 Une partie de campagne (Summer Camp) : le fermier Giles
- 1971 : Amicalement vôtre (The Persuaders), saison unique, épisode 4 Un rôle en or (Greensleeves) de David Greene : Gregory Ward

#### Téléfilms
- 1939 : Marco Millions de Michael Macowan
- 1947 : Toad of Toad Hall de Michael Barry : un policier
- 1955 : Richard of Bordeaux de Victor Menzies : le comte d'Arundel
- 1969 : David Copperfield de Delbert Mann : le vicaire
- 1973 : Diamonds on Wheels de Jerome Courtland[1] : le policier Andrew